# Ushio to Tora
Ushio & Tora (яп. うしおととら Ushio to Tora, Усио и Тора) — японская приключенческая манга, автором которой является Кадзухиро Фудзита. По мотивам манги были выпущены 2 OVA-сериала, первый из них состоит из 6 серий и выпускался с 11 сентября 1992 года по 1 февраля 1993 года. Второй сериал, включающий в себя 4 серии, выходил с 11 июня по август 1993 года. Помимо этого, в октябре 1993 года была выпущена одиночная OVA-серия. OVA-серии выходили также на территории США, распространением занималась компания ADV Films. В 2015 году по мотивам манги свою трансляцию начал аниме-сериал, состоящий из 26 серий.

## Сюжет
Усио Ооцуки живёт в храме вместе с пожилым отцом и принадлежит к древнему клану, начавшему свой род от монаха, заточившего монстра, после чего на этом месте возвёл храм. Сам же Усио не только не верит в ёкаев и монстров, но и не желает слушать наставления отца, считая его фантазёром. Однажды Усио забредает в подвал, где находит того самого запечатанного монстра. Попав на его уловки, Усио освобождает ёкая, но сам благодаря копью зверя приобретает огромную силу, так что ёкай не может навредить Усио. Ёкай получает имя Тора из-за внешней схожести с тигром. После того, как печать была сломана, это привело к высвобождению огромного количества энергии и в результате привлекло множество других ёкаев, против которых Усио пришлось сражаться с помощью копья и спасать жизни людей. Вскоре, главные герои узнают, что высвобождение копья, вероятно, является не случайностью, а было предначертано судьбой, ибо в это же время пробудится белоликий, могущественный древний ёкай из Китая, который может уничтожить весь японский архипелаг, и только Усио с силой копья под силу остановить смертельную угрозу.

## Список персонажей
Усио Аоцуки (яп. 蒼月 潮 Аоцуки Усио)
Сейюː Нодзому Сасаки (OVA), Тасуку Ханатака (аниме)
Главный герой истории, энергичный и весёлый парень, который становится хозяином копья зверя, во время его использования сам частично превращается в ёкая и даже может противостоять Торе. Несмотря на свой довольно вспыльчивый характер, он добрый и всегда готов пойти на жертвы ради защиты своих родных и близких. Влюблён в Асако и также заботится о Маюко. После победы над Белоликим чуть не обратился в ёкая, но в его теле решили обрести покой Цзюэ Мэй и Гирё, позволив Усио остаться человеком.
Тора (яп. とら Тора)
Сейюː Тикао Оцука (OVA), Рикия Кояма (аниме)
Древний и могущественный звероподобный ёкай, который последние 500 лет провёл в заточении в подвале храма. Его истинное имя — Нагатобимару, Усио прозвал его Торой, что с японского переводится, как Тигр. Он сильнее большинства встреченных Усио ёкаев, обладает колоссальной физической силой, быстрыми рефлексами, а также может направлять молнии на противника. Также Тора — оборотень и умеет принимать облик разных людей, или же создавать марионетки из собственных волос. Известно, что до заточения Тора был очень кровожадным, опустошая целые селения, за что и был заточен. Многовековое заточение изменило характер Торы в лучшую сторону и сделало его гораздо мягкосердечнее, хотя он постоянно продолжает внушать себе, что является кровожадным монстром и должен есть людей, также Торе приходится сдерживаться из-за того, что он может здорово получить от Усио. Является комическим персонажем и основным источником юмора в сериале. Будучи человеком, Тора жил в юго-восточном государстве и его звали Сякогуся, из-за того, что после пожара, устроенным Хакумэном, будучи младенцем выжил только он из всей семьи, его стали избегать и проклинать, при этом в теле Сякогуси жил тогда ещё слабый Хакумэн, питаясь его ненавистью. Сякогуся стал известным воином, безжалостно уничтожавшим своих врагов. Тогда же Хакумэн стал достаточно сильным и был признан обществом, но по прежнему ненавидел людей. Однажды, Хакумэн, став достаточно сильным, освободился из тела Сякогуси, и с тех пор второй стал преследовать Хакумэна. Так воин через 800 лет добрался до копья зверя, став его первым хозяином. После чего стал «Адзафузой», екаем и забыл о человеческом прошлом. После финальной битвы умирает от полученных ран.
Асако Накамура (яп. 中村 麻子 Накамура Осако)
Сейюː Юри Амано (OVA), Микако Комацу (аниме)
Подруга детства Усио и Маюко. Девочка-сорванец. Постоянно отчитывает Усио или задирает его, хотя таким образом выражает свою симпатию к нему. Также заботится и Маюко. Её семья держит рамен-ресторан. Вскоре узнаёт о копье зверя и даже однажды рискует своей жизнью, чтобы спасти одержимого Усио.
Маюко Иноуэ (яп. 井上 真由子 Иноуэ Маюко)
Сейюː Юми Тома (OVA), Киёно Ясуно (аниме)
Лучшая подруга Усио и Асако. Миловидная и легкомысленная девушка, заботится об Усио и питает симпатию с Торе, периодически покупает ему гамбургеры. Позже у неё появился сводный брат по имени Кирио. Сама Маюко является реинкарнацией Цзюэ Мэй, и её следующие воплощения были могущественными экзортоцистами. Поэтому Маюко находит в себе способность создавать мощные барьеры, сдерживающие даже самых могущественных ёкаев. По этой причине Маюко стала главной кандидаткой на место аякумэ после матери Усио. Любила Усио, но решила не мешать развитию отношений между Усио и Асако, сама же стала питать чувства к Торе и во время битвы со Хакумэном призналась в любви в нему. Во время финальной битвы вместе с матерью Усио сдерживала Хакумэна с помощью барьера.
Сигурэ Аоцуки (яп. 蒼月 紫暮 Аоцуки Сигурэ)
Сейюː Такэси Аоно (OVA), Кэйдзи Фудзивара (аниме)
Отец усио, настоятель храма, который очень любит рассказывать Усио про истории с ёкаями и периодически уезжает в отпуск. Позже выяснилось, что Сугурэ является могущественным экзорцистом тайной организации Кохамэй, ведущих борьбу с ёкаями и даже сам испытал Усио и Тору, проверив, смогут ли они оставаться верными друг другу.
Рэйко Ханью (яп. 羽生 礼子 Ханью Рэйко)
Сейюː Юри Макино (аниме)
Девушка, посещающая ту же школу, что и Усио. Она выглядит нелюдимой, и причина кроется в том, что её отец, не выдержав предательства матери после смерти превратился в Они и стал требовать от дочери, чтобы та любила только отца. Рэйко из-за этого не раз пыталась покончить жизнь самоубийством. Усио победил Они, успокоив его душу, а Рэйко смогла вести нормальный образ жизни.
Хиё (яп. 鏢 Хиё)
Сейюː Норио Вакамото (OVA), Дайсукэ Намикава (аниме)
Могущественный экзорцист из Китая. Профессиональный геомантик, в борьбе использует разные печати и летающие копья. Прибыл в Японию в поисках ёкая, убившего его семью и лишившего правого глаза, будучи уверенным, что это Тора, но позже убедился, что убийцей был похожий на Тору ёкай, и позже стал союзником Усио. В конце концов он находит того самого ёкая по имени Гурэн и во время финальной битвы убивает его, после чего сам умирает от полученных ран.
Цзюэ Мэй (яп. ジエメイ（決眉） Дзэ Мэи)
Сейюː Кана Ханадзава (аниме)
Страж-дух, живущий внутри копья зверя. Когда то давно принесла себя в жертву, для того, чтобы копьё зверя было выковано. Сестра Гирё. Впервые появилась в подсознании Усио, при попытке предотвратить его поглощение души копьём. Также её образ иногда появляется перед другими экзорцистами. Также Цзюэ Мэй знала Усио ещё при своей жизни (когда Усио на время попал в далёкое прошлое) и обращается к нему, как Цаньюэ из-за того, что по-китайски причитала иероглифы его имени.
Гирё (яп. ギリョウ Гирё)
Сейюː Мамору Мияно (аниме)
Брат Цзюэ Мэй. При жизни был искусным кузнецом, унаследовавшим навыки от отца. Когда белоликий на его глазах убил мать и отца, Гирё был одержим яростью, но юноша окончательно сломался после того, как Цзюэ Мэй кинулась в котёл с расплавленным железом, чтобы Гирё смог создать копьё зверя. Тогда Гирё, одержимый гневом и отчаянием сковал копьё зверя, то сам превратился в Они, слившись с копьём. С тех пор в Гирё стал частью сущности копья, и его ненависть к белоликому является и главным источником великой силы копья. Гирё пообещал Усио (когда тот переместился в прошлое), что однажды он станет владельцем копья, что и произошло.
Ю Хияма (яп. 檜山 勇 Хияма Ю)
Сейюː Аки Тоёсаки (аниме)
Молодая девушка, чей отец погиб в авиакатастрофе по вине ёкая. Поначалу она винила в смерти отца Адзусаву, старого друга отца, самолёт которого тогда оказался рядом с самолётом её отца, но позже, когда становится свидетелем нападения воздушного ёкая, меняет своё мнение и прощает Адзусаву.
Сая Такатори (яп. 鷹取 小夜 Такатори Сая)
Сейюː Юка Нанри (аниме)
Молодая девушка, принадлежащая клану Такатори, беловолосых женщин, способных видеть ёкаев, но и страдающих слабым здоровьем. Её семья уже долгое время находилась в заложниках у другой семьи Токуно, державших в заключении бога счастья Омамори, и должна была время от времени развлекать богиню, таким обратом Токуно разбогатели. Омамори не могла выносить больше жизни в заточении и попросила Саю убить её. В ситуацию вмешался Усио и Тора. Когда барьер был сломан, Тора защитил Омамори от уничтожения и с тех пор богиня решила следовать за Саей и быть её «ангелом-хранителем». Позже Сая поправилась, а её волосы стали приобретать карий оттенок.
Кэньити Масаки (яп. 間崎賢一 Масаки Кэньити)
Сейюː Юити Накамура (аниме)
Одноклассник Рэйко и её друг детства. Когда Рэйко стала избегать людей, Кэньити стал хулиганом, однако, когда узнал, что Усио способен помочь Рэйко, решается пойти вместе с ним.
Сумако Аоцуки (яп. 蒼月 須磨子 Аоцуки Сумако)
Сейюː Маая Сакамото (аниме)
Мать Усио, исчезнувшая таинственным образом, когда Усио был ещё младенцем. На деле она третья Оякумэ и уже несколько столетий удерживает в глубине океана печать для защиты белоликого, так как тот при нападении любого ёкая или человека немедленно уничтожит японский архипелаг. По этой причине Саумако так презирают ёкаи. Цзюэ Мэй позволила ей на несколько лет отдохнуть, тогда она и встретила Сигурэ и родила ему сына — Усио.
Микадо Хидзаки (яп. 日崎 御角 Цидзаки Микадо)
Сейюː Вакана Ямадзаки (OVA), Фумико Орикаса (аниме)
Предводитель организации Кохамэй и когда то была второй Оякумэ до Сумако. Во время нападения на штаб квартиру Кохамэй одного из воплощений белоликого, пожертвовала своей жизнью для защиты остальных людей.
Белоликий (яп. 白面の者 Хакумэн но моно)
Сейюː Мэгуми Хаясибара (аниме)
Могущественный и древний ёкай, по сравнению с которым даже Тора выглядит безобидным. Когда то дано развлекался тем, что разрушал государства, нападая на царей и знать, а также без промедления уничтожал других ёкаев. Когда ёкаи Китая объединились в борьбе против Хакумэна, он сбежал в Японию и засел на дне, где сплетаются японские архипелаги, таким образом если он уничтожит это место, то разрушится и вся Япония, это поставило противников в невыгодное положение, которые таким образом не могли нанести какой-либо вред Белоликому. При этом Хакумэн может посылать свои ипостаси в виде женщин, чтобы сеять хаос и способствовать своему скорейшему освобождению. У Белоликого есть 9 хвостов, каждый из которых воплощает разные способности. В финальной битве Хакумэн освобождается от печати и полностью уничтожает население на нескольких островах. Однако в конце концов ему противостоит армия монахов, военных и ёкаев. Во время битвы выясняется, что Хакумэн родился после сотворения людей и с самого начала был воплощением тьмы, питаясь страхами людей, но одновременно сильно завидуя им, а истинной мечтой Хакумэна было переродиться ребёнком. Хакумэна уничтожает Усио и Тора.

## Список серий аниме
| #  | Название | Дата выхода           |
| -- | --- | --------------------- |
| 1  | The Fateful meeting of Ushio and Tora «Усио Тора то Дэау но Эн» (うしおとらとであうの縁)                    | 3 июля 2015 года      |
| 2  | The Stone Eater «Исикуи» (石喰い)                                                                           | 10 июля 2015 года     |
| 3  | The Demon That Dwells In the Painting «Э ни Суму Они» (絵に棲む鬼)                                          | 17 июля 2015 года     |
| 4  | Tora Goes to the City «Тора Мати э Юку» (とら街へゆく)                                                      | 24 июля 2015 года     |
| 5  | Exorcist Hyou «Фудзиси Хиё» (符咒師 鏢)                                                                     | 31 июля 2015 года     |
| 6  | Spectral Sea «Аякаси но Уми» (あやかしの海)                                                                 | 7 августа 2015 года   |
| 7  | Folklore «Дэнсё» (伝承)                                                                                     | 14 августа 2015 года  |
| 8  | He's in the Sky «Яцу ва Сора ни Иру» (ヤツは空にいる)                                                       | 21 августа 2015 года  |
| 9  | Mad Wind «Кадзэ Куруи» (風狂い)                                                                             | 28 августа 2015 года  |
| 10 | The House Where the Kappa Lives «Каппа но Иру Иэ» (童のいる家)                                              | 4 сентября 2015 года  |
| 11 | Mirror of a Single Strike «Исигэки но Кагами» (一撃の鏡)                                                    | 11 сентября 2015 года |
| 12 | The Road to the Touno Youkai Battle (Part 1) «Тоːно Ёкаи-сэн Митиюки ~Соно Ити~» (遠野妖怪戦道行～其の壱～) | 18 сентября 2015 года |
| 13 | The Road to the Touno Youkai Battle (Part 2) «Тоːно Ёкаи-сэн Митиюки ~Соно Ни~» (遠野妖怪戦道行～其の弐～)  | 25 сентября 2015 года |
| 14 | Chasing Hiyou ~ Successor «Хиё-Цуисэки ~ Дэнсёся» (婢妖追跡～伝承者)                                        | 2 октября 2015 года   |
| 15 | The Crossroads of the Chase ~ Successor «Цуигэки но Коːса ~ Дэнсёся» (追撃の交差～伝承者)                   | 9 октября 2015 года   |
| 16 | Tranformation «Хэнбоː» (変貌)                                                                               | 16 октября 2015 года  |
| 17 | To Kamui Kotan «Камуи Котан э» (カムイコタンへ)                                                             | 23 октября 2015 года  |
| 18 | Revival: And Finally... «Фуккацу ~ Соситэ Цуи ни» (復活～そしてついに)                                      | 30 октября 2015 года  |
| 19 | The Demon That Turns Back Time «Токисака но Аякаси» (時逆の妖)                                              | 6 ноября 2015 года    |
| 20 | The Demon Returns «Аякаси, Кикаэсу» (妖、帰還す)                                                            | 13 ноября 2015 года   |
| 21 | The Fourth: Kirio «Ёнинмэ но Кирио» (四人目のキリオ)                                                        | 20 ноября 2015 года   |
| 22 | Great Summoning: Destruction of the Beast Spear (激召～獣の槍破壊のこと)                                    | 27 ноября 2015 года   |
| 23 | Eternal Solitude (永劫の孤独)                                                                               | 4 декабря 2015 года   |
| 24 | The Fools Gather at the Banquet (愚か者は宴に集う)                                                          | 11 декабря 2015 года  |
| 25 | H.A.M.M.R~The H.A.M.M.R Institute (H・A・M・M・R～ハマー機関～)                                             | 18 декабря 2015 года  |
| 26 | TATARI BREAKER (TATARI BREAKER)                                                                             | 25 декабря 2015 года  |
| 27 | The Wind Blows (風が吹く)                                                                                   | 1 апреля 2016 года    |
| 28 | I Won't Lose Anyone Else (もうこぼさない)                                                                   | 8 апреля 2016 года    |
| 29 | The Night of the Crescent Moon (三日月の夜)                                                                 | 15 апреля 2016 года   |
| 30 | The Journey of No Return (不帰の旅)                                                                         | 22 апреля 2016 года   |
| 31 | To the Sea of Chaos (混沌の海へ)                                                                            | 29 апреля 2016 года   |
| 32 | Mother (母)                                                                                                 | 6 мая 2016 года       |
| 33 | The Beast Spear Destroyed (獣の槍破壊)                                                                      | 13 мая 2016 года      |
| 34 | Tora (とら)                                                                                                 | 20 мая 2016 года      |
| 35 | Hope (希望)                                                                                                 | 27 мая 2016 года      |
| 36 | To the Promised Night (約束の夜へ)                                                                          | 3 июня 2016 года      |
| 37 | The Ultimate Insult (最強の悪態)                                                                            | 10 июня 2016 года     |
| 38 | The End (最終局面)                                                                                          | 17 июня 2016 года     |
| 39 | The Fate of Ushio and Tora (うしおととらの縁)                                                               | 24 июня 2016 года     |

## Восприятие
Манга Ushio to Tora получила премию Сёгакукан в 1992 году.
Критик сайта ANN в своём обзоре OVA-серий, назвал сюжет банально стереотипным сёнэн-боевиком с простой сюжетной линией и обилием боевых сцен, но в то же время в сюжете очень много юмора, которые не дадут зрителю заскучать. Лорен Орсини в своём обзоре аниме-сериала в общем похвалил сюжет, отметив, что он обязательно вызовет чувство ностальгии у тех, кто смотрел аниме в детстве. Сюжет выдержан хорошо и не наскучивает к концу.